# Cryptolabis (Cryptolabis) fuscovenosa
Cryptolabis (Cryptolabis) fuscovenosa is een tweevleugelige uit de familie steltmuggen (Limoniidae). De soort komt voor in het Neotropisch gebied.